# Alberto Torazzi
Alberto Torazzi (Milano, 16 agosto 1963) è un politico italiano.

## Biografia

### Elezione a deputato
Alle elezioni politiche del 2008 viene eletto deputato con la Lega Nord nella circoscrizione Lombardia 3.